# Teresa Cunillé
Teresa Cunillé i Rovira (Sabadell, 22 de octubre de 1924) es una actriz española. Procedente del teatro amateur de Sabadell, comenzó su vida como profesional en 1951 en el Teatro Romea y se retiró, con 83 años, con la obra de Santiago Rusiñol, El jardín abandonado en 2007.
A lo largo de su carrera profesional ha trabajado en más de cien obras de teatro. Ha recibido entre otros premios la Creu de Sant Jordi, la Medalla al Mérito Escénico de la Ciudad de Sabadell, el Premio Crítica Serra d'Or y el Premio Margarida Xirgu. En 2013 fue elegida la actriz emblemática de los actos de celebración del 150 Aniversario de la creación del Teatro Romea al ser una de las actrices que más obras ha estrenado en él.

## Trayectoria
Cunillé nació en una familia de tejedores de Sabadell donde sus padres eran amantes del teatro y la zarzuela. Su padre, Jaume Cunillé, había sido tenor profesional, pero tuvo que dejarlo por una enfermedad cardiovascular. Hasta su muerte en 1951, Jaume Cunillé impulsó a varias compañías de teatro amateur en Sabadell. Teresa creció en este ambiente y pronto empezó a actuar junto a su padre en zarzuelas como Los claveles, Dolorosa, La del manojo de Rosas o El rey que rabió, donde padre e hija cultivaron grandes éxitos como pareja cómica. Ella cada vez se sentía más atraída por las obras de teatro catalán que también representaban de domingo en domingo.
Con quien más adelante fue su marido, Domènec Vilarrasa, fue a estudiar al Instituto del Teatro de Barcelona donde se graduó en 1947 con el Premio Extraordinario Enric Jimènez. Para completar su formación como profesional acudió a clases de danza clásica con el maestro Joan Magrinyà y de música en el Conservatorio del Liceu.
El paso al teatro profesional se produjo en 1951, cuando Domènec y Teresa fueron contratados por la Compañía Titular del Teatro Romea, donde trabajaron hasta 1957. Durante estos años actuó en éxitos como El marido viene de visita, de Xavier Regàs, La herida luminosa, de José Mª de Sagarra, Yo seré su yerno, de Jaume Vilanova, El amor es una comedia de Enric Capdevila y Joan Serracant y Manaut o Avui como ayer, de Joan Comelles. Durante los últimos años de este período Cunillé fue la pareja habitual de Joan Capri, protagonizando obras como Romeu de 5 a 9, Poum, poum... y lo mató o El amigo del ministro.
Tras una temporada en la compañía de Lluís Orduna, en el teatro Àngel Guimerà, donde protagonizó obras como Un hombre entre héroes, de Rafael Tasis, y Las maletas del sr. Vernet, de Claude Magnier, Cunillé formó compañía propia bajo la dirección de su marido.
En 1959 obtuvo un gran éxito con el sainete La Pepa maca, de la dramaturga Cecilia A. Mantua en el Teatro Romea y en numerosos teatros de Cataluña. Este éxito fue seguido de otros del mismo género como La princesa de Barcelona, Maria Coral y Diana en la oficina, de la misma autora. En 1961 presentaron, también en el Teatro Romea, Reina, de José Mª de Sagarra.
En 1964 tuvo una participación destacada en las obras que celebraban el centenario del Teatro Romea, protagonizando La dama enamorada, de Puig y Ferreter, Cordura y amor, dueño y señor, de Avel·lí Artís, Galatea, de José Mª de Sagarra y El misterio de dolor, de Adriàn Gual.
Durante los años 80 participó en diferentes proyectos teatrales como Romeo y Julieta dirigido por Esteve Polls en 1986, Antígona de Salvador Espriu, La Hija del Carmesí de José Mª de Sagarra y Así es si así se lo parece, de Luigi Pirandello, dirigida por Hermann Bonnin, con la que obtuvo el Premi Memorial Margarida Xirgu.
En 1991 la ciudad de Sabadell, por iniciativa del ayuntamiento y del Teatre del Sol, le rindió un homenaje. Durante todos los domingos de la temporada El Teatre del Sol programó El jardín de los cerezos, de Antón Chéjov, protagonizada por Teresa Cunillé y su marido. En el vestíbulo del teatro se podía ver una exposición sobre la trayectoria artística de la actriz. Estos actos culminaron con la entrega de la Medalla al Mérito Artístico de la Ciudad, en un acto en el que actuó como conferenciante Josep Mª Flotats.
En 1996 recibió la Creu de Sant Jordi de la Generalidad de Cataluña.

## Actriz de cine, doblaje y TV
A lo largo de su trayectoria trabajó también en el cine, la televisión y el doblaje, destacando películas como La respuesta de Josep M ª Forn (1968), Si te dicen que caí de Vicente Aranda (1989), La puñalada de Jordi Grau (1989), la serie de TV3 Nissaga de poder (1996) y la miniserie Maresme rodada por Rosa Vergés (2002).

## Mujeres como yo

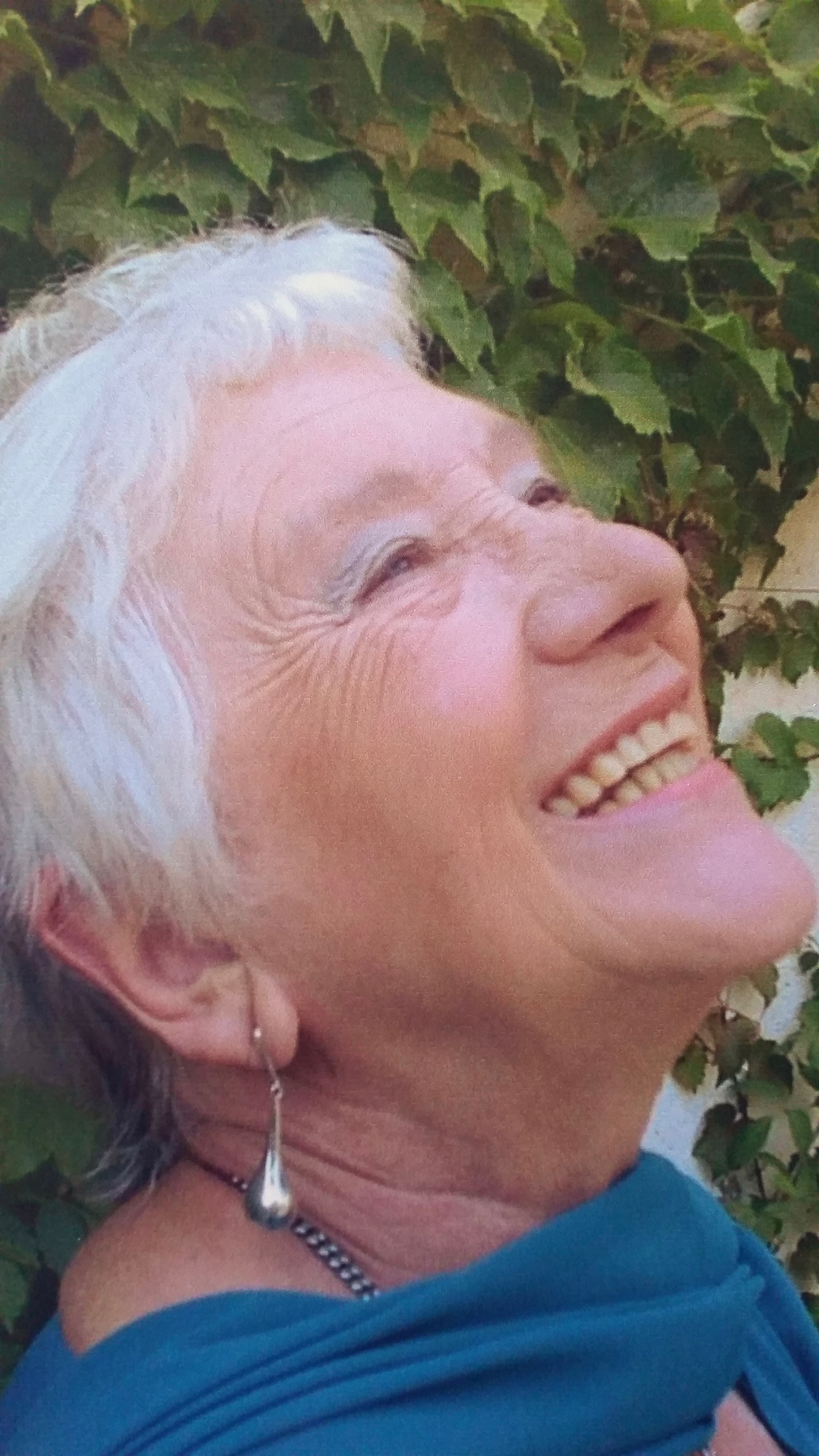
Teresa Cunillé en Mujeres como yo

Ya cerca de los ochenta años estrenó el espectáculo Dones com jo, con dramaturgia propia, donde recogió los principales monólogos de las heroínas de las obras de Josep Mª de Sagarra. Este espectáculo, dirigido por Francesc Nel·lo, se estrenó en 2002 en el Teatre Lliure e hizo una gira por toda Cataluña.
Abandonó los escenarios en 2007, a la edad de 83 años, con la obra de Santiago Russinyol El jardín abandonado, en el Teatre Brossa bajo la dirección de Francesc Nel·lo.

## Reconocimientos
- En 1992 recibió en la categoría de teatro y artes escénicas el Premio Crítica Serra d´Or.[10]
- En 1996 recibió la Creus de Sant Jordi.[7]
- En 2025 recibió la Medalla Centenària de la Generalitat.[11]

## Premio Teresa Cunillé
El Premio Teresa Cunillé se creó en 2018 por iniciativa conjunta de la actriz y la Propiedad del Teatro Romea con carácter bienal. Su finalidad es incentivar y apoyar la investigación sobre la historia del teatro catalán.